# Ma non troppo
Ma non troppo (maar niet te veel) is een Italiaanse muziekterm die dient als aanwijzing in de (klassieke) muziek om andere aanwijzingen te verzwakken. De aanwijzing kan voorkomen in combinatie met vele andere aanwijzingen. Hieronder volgt een aantal voorbeelden.
- In combinatie met een tempo-aanwijzing: indien de toevoeging ma non troppo bij een tempo-aanwijzing staat, is het de bedoeling deze aanwijzing niet te sterk tot uitdrukking te laten komen bij de uitvoering van de muziek. Een voorbeeld hiervan is allegro ma non troppo. Dit betekent letterlijk snel, maar niet te snel. Andersom kan het ook, dus bijvoorbeeld andante ma non troppo. In dit geval is het veel lastiger te bepalen wat met het tempo moet gebeuren. Omdat andante bij de langzame tempi hoort, kan gesteld worden dat de aanwijzing andante ma non troppo sneller is dan andante, omdat men immers langzaam, maar niet te langzaam moet spelen. Echter is de letterlijke vertaling van andante gaande. In dat geval betekent de aanwijzing gaande, maar niet te veel, wat dus minder gaande en dus langzamer is. Het te spelen tempo kan dan blijken uit de aanwijzingen van de componist, uit het karakter van het te spelen stuk of de historische interpretatie van een stuk.
- In combinatie met een voordrachtsaanwijzing: indien de term wordt gekoppeld aan een voordrachtsaanwijzing, zoals funebre, is het de bedoeling deze aanwijzing niet te sterk te benadrukken. In dit geval is dat treurig, maar niet te.
- De combinatie met een dynamische aanwijzing is zeldzaam, maar ook in dat geval betekent het een afzwakking van de eraan voorafgaande aanwijzing.

De aanwijzing troppo betekent te veel, maar wordt vrijwel altijd gebruikt met "ma non" (maar niet) ervoor.